# Istari
Gli Istari sono personaggi di Arda, l'universo immaginario fantasy creato dallo scrittore inglese J. R. R. Tolkien.
Nella Terra di Mezzo vengono chiamati anche Stregoni o Maghi e i principali sono cinque (Saruman il Bianco, Gandalf il Grigio, Radagast il Bruno e i due stregoni blu, Alatar e Pallando); appartengono alla razza dei Maiar (esseri semidivini) e formano tra loro un «Ordine», l'Heren Istarion, di cui ogni membro si afferma in possesso di profonde cognizioni della storia e della natura della Terra di Mezzo.
Simili a Uomini mortali nell'aspetto, gli Istari sono in realtà molto più longevi di essi. Indossano vesti composte da un unico colore (bianco, blu, bruno e grigio), ma non è chiaro se questo colore abbia un particolare significato. Portano sempre con sé dei bastoni, catalizzatori del loro potere magico. Il loro dovere è la contestazione di Sauron e la riunione di tutti i popoli che intendevano resistergli; per raggiungere questo scopo è loro interdetto di cercare di dominare Elfi e Uomini con la forza e la paura ed è loro vietato l'utilizzo del potere se non in determinati casi.
Il capo dell'Ordine è Saruman il Bianco, ma dopo il suo tradimento l'incarico passa a Gandalf il Grigio, poi conosciuto come Gandalf il Bianco.

## Etimologia
Istari (“I saggi”) è il nome dato loro dagli Elfi in lingua Quenya, ma sono chiamati anche Ithryn (sing. Ithron), in lingua Sindarin.
I nomi dei cinque Istari in lingua Quenya sono Curunír (Saruman), che significa L'Uomo di Destrezza; Olórin (Gandalf), da Olos (sogno, visione); Aiwendil (Radagast), che significa L'Amante degli Uccelli; Morinethar, che vuol dire Il Flagello dell'Oscurità e Romestamo, che significa Colui che aiuta l'Oriente. Gli ultimi due furono, negli scritti successivi, chiamati anche Alatar e Pallando.

## Biografia
Gli Istari, Maiar incarnati in corpi di uomini, vennero inviati nella Terra di Mezzo dai Valar con il consenso di Eru in qualità di emissari di Valinor in opposizione a Sauron. Essendo incarnati, gli Istari dovevano imparare da capo molte cose attraverso l'esperienza e, pur ricordando le loro nobili origini, Valinor era per loro nient'altro che un ricordo offuscato al quale sommamente anelavano. Non potevano sfoggiare i loro poteri per governare la volontà degli abitanti della Terra di Mezzo e, visto che erano fatti di carne e ossa, erano soggetti alle paure, ai dolori e alle stanchezze della terra, suscettibili di provare fame, sete e di essere uccisi. Tolkien, in una lettera a Michael Straight, l'editore di New Republic, scrisse che, nonostante gli Istari fossero esseri superiori, erano comunque capaci anche di impulsi negativi tipici degli Edain, come l'avidità, la gelosia e l'aspirazione al potere: «[questi stregoni sono] anche... coinvolti nel pericolo dell'incarnazione: la possibilità della "caduta", del peccato, se vuoi».

### L'ordine di arrivo
Gli Istari giunsero nella Terra di Mezzo verso il 1000 della Terza Era. Círdan, signore dei Porti Grigi, fu l'unico a vederli sbarcare sulle coste occidentali. Il primo ad arrivare fu scelto personalmente dal Vala Aulë: uno di nobile aspetto e portamento, vestito di bianco, considerato, persino dagli Eldar, il capo dell'Ordine. Questi divenne noto tra gli Elfi come Curunìr, l'Uomo di Destrezza, e Saruman nelle lingue degli Uomini del Nord.
Il secondo ad arrivare fu scelto personalmente dal Vala Oromë: Alatar era il suo nome e giunse insieme all'amico Pallando. Erano vestiti di blu oltremare e ben presto furono conosciuti come Ithryn Luin, «gli Stregoni Blu». Nel XII volume de La storia della Terra di Mezzo, The Peoples of Middle-earth, nel capitolo Last Writings - The Five Wizards, si legge che i due Istari potrebbero essere giunti prima degli altri, intorno al 1600 della Seconda Era insieme a Glorfindel, sebbene con scopi diversi.
Successivamente arrivò Aiwendil, vestito di terra bruciata, conosciuto in seguito con il nome di Radagast. Costui sarebbe dovuto arrivare insieme a Saruman per ordine di Yavanna, sposa di Aulë. Probabilmente giunsero divisi e in due periodi differenti a causa dell'antipatia che Saruman provava per Radagast.
L'ultimo ad arrivare sembrava il minore, più basso degli altri, e a vederlo più anziano, i capelli grigi, e grigio anche l'abito, il quale s'appoggiava a un bastone. Fu scelto dal Vala Manwë e si chiamava Olórin, ma ben presto sarebbe divenuto famoso con il nome di Gandalf. Durante l'adunanza degli Ainur, Olórin si era tenuto in disparte non volendo entrare direttamente nella questione, e quando gli si chiese di recarsi nella Terra di Mezzo inizialmente oppose un rifiuto, dicendo umilmente che era troppo debole per affrontare un compito di quella portata e che temeva il potere malefico di Sauron; tuttavia Manwë gli disse che proprio in virtù della sua umiltà era tenuto a partire; alla fine accettò il fardello, ma la Valië Varda impose che Olórin non dovesse giungere come terzo, ma come secondo e sottoposto solo a Saruman.

### L'arrivo nella Terra di Mezzo
Gli Istari apparivano come semplici viandanti e viaggiatori, Uomini già avanti con gli anni ma ancora saldi nel corpo. In un primo tempo gli Uomini, almeno quelli che avevano contatti con loro, supposero trattarsi di altri Uomini che avevano acquisito sapienza e arti mediante lunghi e segreti studi. Quando l'ombra di Sauron cominciò a crescere e a riprendere forma, gli Istari si fecero più attivi e fu solo allora che gli Uomini cominciarono a notarli. Gli Uomini si resero conto che gli Istari invecchiavano lentamente e per questo cominciarono a temerli, pur amandoli, e li ritennero appartenere (erroneamente) alla razza degli Elfi. Il nome Gandalf, infatti, in ovestron, significava proprio "elfo col bastone" (elf with the staff). Pare che solo Círdan dei Porti Grigi e, forse, gli altri capi degli Eldar (Elrond e Galadriel), sappiano chi siano veramente gli Istari. Forse anche lo hobbit Frodo Baggins, che partì poi per Valinor con Gandalf, scoprì chi erano gli Istari.
Sin da quando gli Istari partirono alla volta della Terra di Mezzo si determinò una certa rivalità tra Saruman e Gandalf; questo senso di sfida comunque non era reciproco ed era provato solo da Saruman. Tale invidia da parte di Saruman sorse nel momento in cui Gandalf ricevette l'anello Narya da Círdan, il Costruttore di Navi, il quale apostrofò lo Stregone Grigio come "lo spirito più grande ed il più saggio".
Nonostante gli Istari avessero un obiettivo comune, cioè sconfiggere Sauron, essi seguivano delle direttive diverse ed individuali. Saruman si recò più volte all'Est, ma alla fine si stabilì nella Torre di Orthanc, ad Isengard. Gli Stregoni Blu andarono con Saruman all'Est, ma a differenza di lui mai tornarono nelle Terre Occidentali. Si sa poco di Radagast, a parte il fatto che fosse molto abile nel cambiare aspetto e maneggiare forme e variazioni dei colori, era particolarmente attratto dagli uccelli e molto amico delle aquile. Probabilmente proprio questa sua passione per il mondo degli animali lo distolse dal suo vero compito. Gandalf invece non cessò mai di viaggiare in tutte le terre occidentali, dispensando saggi consigli ai re umani ed elfici e rinsaldando i legami tra tutte le stirpi.

### La Guerra dell'Anello
Nell'anno 2463 della Terza Era, quando Sauron si insediò a Dol Guldur, Dama Galadriel convocò per la prima volta il Bianco Consiglio, formato anche dai tre Istari Saruman, Gandalf e Radagast. Saruman fu scelto per esserne il capo, avendo egli studiato più di tutti i movimenti e i piani di Sauron. Galadriel, a dire il vero, avrebbe preferito Gandalf come capo, ma questi rifiutò. Saruman cominciò ad immergersi nei suoi studi ossessivi convincendosi infine che Sauron potesse essere sconfitto solo usando l'Unico. Ben presto cominciò a desiderare per sé l'Unico, immaginando così di poter deporre Sauron e dominare al suo posto la Terra di Mezzo. Utilizzò il Palantír di Orthanc per mettersi in contatto con l'Oscuro Signore, con il quale finse di stringere un patto di alleanza.
Gandalf scoprì il tradimento di Saruman durante la sua prigionia ad Isengard e, una volta fuggito dalla fortezza grazie all'aiuto di Gwaihir, il Signore delle Aquile, fu eletto nuovo capo degli Istari e del Bianco Consiglio. Gandalf morì nel corso della battaglia contro il Flagello di Durin, un Balrog, ma venne rimandato dalla morte, purificato, prendendo il posto di Saruman come "Stregone Bianco" e divenendo una fiamma radiante. Gandalf guidò i Popoli Liberi alla vittoria contro Sauron e, alla fine, essendo l'unico degli Istari a restare fedele alla sua missione, lasciò la Terra di Mezzo e raggiunse le terre oltre il Mare, assieme ai due Portatori dell’Anello (Frodo e Bilbo) e ad alcuni Elfi.
Saruman, dopo aver avuto l'ultima possibilità di redimersi, fu cacciato dall'Ordine degli Istari. Gandalf gli distrusse il bastone e lo condannò a rimanere confinato nella torre di Orthanc. Poco tempo dopo, invece, Saruman riuscì a fuggire da Orthanc (approfittando della pietà degli Ent che vigilavano sulla fortezza) e cercò di conquistare la Contea con l'aiuto di Uomini e Mezzi-orchi. Qui, tuttavia, fu ucciso a tradimento per mano del suo servo Grima Vermilinguo.
Non si conosce il destino di Radagast e degli Stregoni Blu. Radagast fallì la sua missione come Stregone perché si concentrò solo verso gli animali e le piante, i quali avevano colpito il suo buon cuore, quindi presumibilmente non fu riammesso a Valinor come uno degli Istari. Tolkien scrisse anche che il fallimento di Radagast non era grande come quello di Saruman, e che era possibile pertanto un suo ritorno nelle Terre Immortali. Gli Stregoni Blu andarono probabilmente come emissari in distanti regioni, a est e a sud, ben lungi dal raggio d'azione dei Númenoreani, dove o morirono, o fondarono ordini di magia, o diventarono servi di Sauron, o impedirono un'alleanza massiccia di tutti gli Esterling.

### Stregoni blu
All'interno del corpus dello scrittore, gli stregoni blu sono due misteriosi personaggi che vissero nella Terra di Mezzo. Appartengono all'ordine degli Istari proprio come Saruman il Bianco, Gandalf il Grigio e Radagast il Bruno. Rispetto ai tre compagni, però, gli stregoni blu hanno minor rilevanza nelle opere di Tolkien e poco si conosce su di loro.
Nei Racconti incompiuti, gli stregoni blu si chiamano Alatar e Pallando. Alatar vuol dire "secondo venuto" e forse è una descrizione per indicare che fu il secondo, dopo Saruman, ad entrare nella Terra di mezzo. Pallando, nonostante la grafia, contiene forse palan, «lontano», come in palantír e in Pallaran, la «Lungivagante», il nome della nave di Aldarion. Sempre nella stessa opera si afferma che gli stregoni blu abbiano fatto il loro arrivo nella Terra di Mezzo all'inizio dell'XI secolo della Terza Era, per aiutare e sostenere coloro che si opponessero a Sauron. Oromë scelse personalmente Alatar, il quale richiese l'aiuto dell'amico Pallando. I due furono mandati nel profondo est da Oromë che conosceva bene quelle contrade, molto probabilmente con lo scopo di convincere le popolazioni locali a non asservirsi al potere di Sauron. A questo punto vengono ventilate tre ipotesi: la prima secondo cui questi Istari rimasero nell'estremo oriente della Terra di mezzo perseguendo i loro scopi; la seconda è che perirono nella loro missione; l'ultima è che furono irretiti da Sauron e diventarono suoi servitori in qualità di stregoni malvagi.
Nella lettera numero 211 del libro La realtà in trasparenza, lo stesso Tolkien rivela di non sapere che fine potessero aver fatto Alatar e Pallando; l'ipotesi che gli sembra più probabile è che fallirono, come aveva fallito Saruman, ma in un modo diverso, poiché potrebbero aver fondato culti segreti e aver trasmesso tradizioni magiche, dimenticandosi dei propri obblighi.
Nell'ultimo volume della La storia della Terra di Mezzo (The Peoples of Middle-earth) si dice che arrivarono non durante la Terza Era, ma durante la Seconda, intorno all'anno 1600, proprio il periodo in cui fu forgiato l'Unico Anello. La loro missione è ad est e a sud, nei rispettivi e sterminati territori di Rhûn e Harad, per indebolire le forze di Sauron. E qui si dice invece che la loro missione fu tutt'altro che un fallimento; in effetti ebbero un ruolo abbastanza significativo nelle vittorie riportate nell'ovest alla fine della Seconda e della Terza Era, poiché avrebbero seminato discordia tra i vari popoli orientali e meridionali, tra cui i molti regni degli esterling, dei carrieri, dei balchoth e degli haradrim, impedendo loro di unirsi in massa contro Gondor.

## Adattamenti
Gli Istari, principalmente nelle figure di Gandalf e Saruman, compaiono in moltissimi adattamenti de Il Signore degli Anelli. Nella trilogia de Il Signore degli Anelli diretta da Peter Jackson, Gandalf e Saruman, interpretati rispettivamente da Ian McKellen e Christopher Lee, compaiono sin dal primo film.
Nella trilogia de Lo Hobbit, sempre diretta da Peter Jackson, fa il suo debutto anche Radagast, interpretato da Sylvester McCoy, mentre gli Stregoni Blu vengono solamente citati da Gandalf durante una discussione con Bilbo Baggins.
Ne Il Signore degli Anelli - Gli Anelli del Potere, serie tv di Amazon Prime Video, uno "Straniero", interpretato da Daniel Weyman, precipita dal cielo in una meteora, venendo poi trovato e accolto da una tribù di Pelopiedi, antenati degli hobbit. Nel finale della prima stagione viene rivelato essere uno degli Istari, mentre nell'epilogo della seconda stagione viene confermato essere Gandalf. Sempre nella seconda stagione compare un nuovo membro degli Istari, soprannominato l'Oscuro Stregone, interpretato da Ciarán Hinds. Sebbene alcuni indizi lascino pensare che si tratti di Saruman, gli sceneggiatori hanno smentito questa teoria.